# Iva Bittová
Iva Bittová (Bruntál, 22 luglio 1958) è una violinista, cantante e compositrice ceca.

## Biografia
Nata in Moravia, ha studiato presso il conservatorio di Brno. Nel corso della sua formazione ha un ruolo importante il mondo del teatro e infatti lavorerà anche come attrice sia teatrale che cinematografica. Dopo aver studiato con Rudolf Šastny, alla fine degli anni '80 si approccia alla musica d'avanguardia e sperimentale. Collabora con numerosi quartetti e con artisti come Kronos Quartet, Bill Frisell, Bobby McFerrin, David Moss, Don Byron, Fred Frith, Hamid Drake, Phil Milton, Pierre Favre, Tom Cora e Vladimír Godar. Ha inciso oltre trenta album per diverse etichette. Dal 2007 vive negli Stati Uniti.